# Colosse (maison d'édition)
Colosse est une collection de bande dessinée autoéditée fédérée, sous la direction de Jimmy Beaulieu (fondateur) et Vincent Giard.

## Publications

### L'ancienne collection
- Station Service, collectif 
  -  nº 1, 2002
  -  nº 2, 2002
  -  nº 3, 2003
  -  nº 4, 2003
- Ticoune ze Whiz Tornado, de Luc Giard
  -  nº 6, 2002
  -  nº 7, 2003
  -  nº 8, 2006
- Viscéral (et Archétypique) nº 1, de Jimmy Beaulieu, 2002
- La Guerre, de Luc Giard, 2002
- Parlez-moi, de Benoît Joly, 2002
- Un Signal animal, de Sébastien Trahan, 2003
- Ce que je peux, de Jimmy Beaulieu, 2003
- Albert en Six Temps, collectif, 2004
- Une Histoire de John Smith, de Benoît Joly, 2006
- Rose, de Leif Tande, 2006
- Paresse nº 1, de Pascal Girard, 2006
- Rendez-vous à…, d’Éléonore Goldberg, 2006
- Jimmy, de Pierre Bouchard, 2006
- Jardin botanique, de David Turgeon, 2006
- The Road, de Benoît Joly, 2006
- L’Homme et le Roi, de Jimmy Beaulieu, 2006
- Histoire de fromage en crotte, de PisHier, 2006
- Quelque part entre 9h et 10h, de Zviane, 2006
- Troglove, de Paul Bordeleau, 2006
- Le Ronron de Krazy Kat, textes de David Turgeon, illustrations de Luc Giard, 2006

### La nouvelle collection
- Appalaches, de Jimmy Beaulieu, 2007,  (ISBN 978-2-923664-00-2)
- Qu'est-ce qui fait la beauté du monde?, de David Turgeon, 2007,  (ISBN 978-2-923664-01-9)
- Au lit, les amis!, de Jimmy Beaulieu, 2008,  (ISBN 978-2-923664-02-6)
- Ti-Jésus de plâtre, de Pierre Bouchard, 2008,  (ISBN 978-2-923664-03-3)
- Rustines, de Sébastien Trahan, 2008,  (ISBN 978-2-923664-04-0)
- (sans titre), de Pascal Girard, 2008,  (ISBN 978-2-923664-05-7)
- Encore ça, de Julie Delporte, 2008,  (ISBN 978-2-923664-06-4)
- La Suite de Minerve, de David Turgeon, 2008,  (ISBN 978-2-923664-07-1)
- Demi-sommeil, de Jimmy Beaulieu, 2008,  (ISBN 978-2-923664-08-8)
- Bagarre, collectif, 2009,  (ISBN 978-2-923664-09-5)
- Aplomb, de Vincent Giard, 2009,  (ISBN 978-2-923664-10-1)
- Côte Nord, de Jimmy Beaulieu, 2009,  (ISBN 978-2-923664-11-8)
- Caméléon, de Birgit Weyhe, 2009,  (ISBN 978-2-923664-12-5)
- Le rêve de la catastrophe, de Julie Delporte et Vincent Giard, 2009,  (ISBN 978-2-923664-13-2)
- Le mat, de Zviane, 2009,  (ISBN 978-2-923664-14-9)
- Histoire absolument impubliable (réédition), de David Turgeon, 2010,  (ISBN 978-2-923664-15-6)
- Ça s’est passé en 2006 dans un autobus de Longueuil, de Zviane, 2010,  (ISBN 978-2-923664-16-3)
- Salon du livre, de David Turgeon, 2010,  (ISBN 978-2-923664-17-0)
- Mousseline et le metteur en scène, de Jimmy Beaulieu, 2010,  (ISBN 978-2-923664-18-7)
- ᐱᖃᓗᔭᖅ (Iceberg), de Michel Hellman, 2010,  (ISBN 978-2-923664-19-4)
- Les pièces détachées, de David Turgeon et Vincent Giard
  -  nº 1, 2010,  (ISBN 978-2-923664-21-7)
  -  nº 2, 2011,  (ISBN 978-2-923664-22-4)
  -  nº 3, 2012,  (ISBN 978-2-924001-25-7)
- Lecture à vue, collectif
  -  la Mauvaise tête dessine Alto, 2010,  (ISBN 978-2-923664-20-0)
- Laisse tomber les filles, de Vincent Giard, 2010,  (ISBN 978-2-923664-23-1)
- Cinéma, de Sébastien Trahan, 2010,  (ISBN 978-2-923664-24-8)
- Jimmy Beaulieu : L'œil amoureux, entretiens avec David Turgeon, 2011,  (ISBN 978-2-923664-25-5)
- Jardin botanique, de David Turgeon, 2011,  (ISBN 978-2-923664-26-2)
- Carnets de bord, de Marine Blandin, 2011,  (ISBN 978-2-923664-27-9)
- Lascia marcire sulla terra gli visceri del tuo nemico, de Jimmy Beaulieu, 2011,  (ISBN 978-2-923664-28-6)
- Le Dernier kilomètre, de Julie Delporte
  - nº 1, 2011,  (ISBN 978-2-924001-00-4)
  - no 2, 2012,   (ISBN 978-2-924001-00-4)
- Comme les grands, de Sophie Bédard, 2011,  (ISBN 978-2-924001-01-1)
- Philadelphie : une histoire sans complexe, de François Dunlop, 2011,  (ISBN 978-2-924001-03-5)
- Comme les grands, de Sophie Bédard, 2011,  (ISBN 978-2-924001-01-1)
- Alphagraph, de Nylso et Marie Saur
  -  nº 1, 2011,  (ISBN 978-2-924001-04-2)
  -  nº 2, 2012,  (ISBN 978-2-924001-22-6)
- À chier, de Obom, 2011,  (ISBN 978-2-924001-05-9)
- Un moment privé, de Alice Lorenzi, 2011,  (ISBN 978-2-924001-06-6)
- Pinkerton, de Alexandre Fontaine Rousseau et François Samson Dunlop, 2011,  (ISBN 978-2-924001-15-8)
- Fatigue, de Sophie Bédard, 2011,  (ISBN 978-2-924001-10-3)
- Le Wagon engourdi, de Vincent Giard, 2011,  (ISBN 978-2-924001-21-9)
- Le carnet bleu (des choses sur moi pour toi / des choses pour toi sur moi), de Julie Delporte, 2011,  (ISBN 978-2-924001-18-9)
- Mélanies, de David Turgeon, 2011,  (ISBN 978-2-924001-07-3)
- Brousse, de Singeon et Vincent Giard
  - nº 1, 2012
  - nº 2, 2014
- Miroir de la Bande Dessinée, de Big Ben, 2012,  (ISBN 978-2-924001-24-0)
- Le Muscle de Peter, de Michael Deforge, 2012,  (ISBN 978-2-924001-26-4)
- La vie laisse un cerne, de Laurence Lemieux, 2012
- Dormir en grenouillère, de Cathon, 2012
- Canon, de Jimmy Beaulieu, 2012
- Bunker, de Sophie Bédard et Vincent Giard, 2012
- L'Archéologie du tiroir, de François Samson-Dunlop et Alexandre Fontaine Rousseau, 2012
- Dérives, de Nicolas Lachapelle
  - nº 2, 2012
- Luc Giard et ses fantômes, collectif, 2012
- Houba plus, collectif, 2012
- Montréal, de Benoît Guillaume, 2012
- Garroché, de Nicolas Lachapelle, 2012
- Le Premier, de Xavier Cadieux, 2012
- Superlunes, de Cathon, 2013
- Frankeneiseinstein, de François Samson-Dunlop et Alexandre Fontaine Rousseau, 2013
- Canon, de Jimmy Beaulieu, 2013
- Minimax, de François Donatien, 2014
- (sans titre) de Pascaline Lefebvre, 2014
- L'amour au temps des Olmèques, de Xavier Cadieux, 2014
- Catalogue sauvage, de Vincent Giard, 2014
- Le deuxième, de Xavier Cadieux, 2014
- Vocabulaire, de Jimmy Beaulieu, 2014
- Wilson Bentley, photographe de flocons et 12 autres histoires et Saturnome champion automobile, de Saturnome, 2014
- Draps contours, de Sophie Bédard et Vincent Giard, 2015
- C'est l'histoire d'un gars qui raconte une blague nulle à ses amis gênés, de Laurine Lessaint et Mirion Malle avec Iris, Saturnome et les Appendices, 2015

### Essais
- La Bédé-réalité : la bande dessinée autobiographique à l'heure du numérique, de Julie Delporte, 2011,  (ISBN 978-2-924001-02-8)
- Le magnétophone de Yoko, de David Turgeon, 2011,

### Export
- In Situ, de Sophie Yanow
  - nº 1, 2011
  - nº 2, 2012
  - nº 3, 2013
  - nº 4, 2014
- Appartment #3, de Pascal Girard, 2012
- Sleepy Details, de Sophie Yanow, 2013
- Hollow, de Sam Alden
  - nº 1, 2014